# Benz-Sendling
El Benz-Sendling o más propiamente Benz-Sendling S6 fue el primer tractor del mundo con motor diésel. Fue construido desde 1923 hasta 1931 por la Benz-Sendling Motorpflug GmbH, una empresa alemana fundada por Carl Benz y la fábrica de motores y tractores Sendling de Munich. El primer prototipo se construyó en 1922 y se exhibió en la exposición rural de la DLG (Sociedad Rural Alemana) en Königsberg; al año siguiente comenzó su fabricación y venta.
El Benz-Sendlig fue un tractor triciclo, con una única gran rueda motriz trasera de 1,40 m de diámetro. Con ello se abarataba el tractor por no ser necesario un diferencial. La transmisión se realizaba mediante una larga cadena de transmisión resguardada del polvo y la suciedad por una cubierta de chapa. Su uso estaba destinado a arrastrar arados como era usual en esa época.
El motor diésel había sido perfeccionado por el ingeniero Prosper L’Orange (1876-1939) que por ese entonces trabajaba con Benz. L’Orange se había destacado por varios inventos que perfeccionaron el motor diésel. El motor del Benz-Sendling tenía dos cilindros verticales con 5.725 cm³ de cilindrada y desarrollaba una potencia máxima de 27 CV (20 kW) a un régimen de 775 rpm. Se destacaba por su bajo consumo específico de combustible.